# التنبرگا
التنبرگا (به آلمانی: Altenberga) یک شهر در آلمان است که در تورینگن واقع شده‌است.

## خصوصیات
التنبرگا ۱۷٫۴۹ کیلومترمربع مساحت دارد ۲۵۰ متر بالاتر از سطح دریا واقع شده‌است.